# San Giorgio in Alga
San Giorgio in Alga est une île de la Lagune de Venise située entre Giudecca et Fusina, d'une superficie légèrement supérieure à 0,15 km². 
Elle fut le siège de nombreux monastères : 
- celui des bénédictins créé en l'an 1000 puis
- celui des  Canonici Regolari di San Giorgio in Alga, ( Congregatio Canonicorum Sancti Georgii in Alga Venetiarum) ordre fondé en 1397 dans lequel se formèrent les futurs papes Eugène IV, Grégoire XII et Laurent Justinien, supprimée en 1668.

À partir de l'incendie qui survint en 1717 et qui détruisit une grande partie du complexe, l'île tomba en désuétude. En 1799, elle fut le siège d'une prison politique avant d'être, comme elle l'est aujourd'hui, complètement abandonnée.

## Couvent de San Giorgio in Alga
Le monastère de Saint-Georges d' Alga, qui donna son nom aux chanoines qui y vivaient, a été érigé le long de l'église voisine par la famille Gattara au début du XIIIe siècle et concédée sous le nom de Abbazia ai Cassinesi aux augustiniens (on ne sait pas exactement si c'étaient des Ermites ou des Chanoines du Latran).
En 1397, le monastère fut donné à la commanderie du patricien vénitien Lodovico Barbo, qui le céda en 1404 à des clercs réguliers qui vivaient auparavant sur de Saint-Nicolas du Lido, tout en gardant le titre de Prieur Commendataire et un tiers des rentes. Plus tard, en 1409, après avoir été nommé abbé de la Saint-Justine, il renonça au titre de prieur. Les chanoines élisèrent alors à ce poste Lorenzo Giustiniani, premier Patriarche de Venise et futur Saint Laurent.
Au fil du temps les chanoines rendirent le couvent splendide et majestueux jusqu'à ce que le 6 décembre 1668 le pape Clément IX le supprima par décret, pour venir à l'aide du gouvernement vénitien aux prises avec de graves difficultés financières en raison de la guerre avec les Turcs. Le couvent fut alors acheté par l'ordre des Minimes qui y renoncèrent en 1697 en faveur du dominio sérénissime qui, à son tour, la remet aux carmelites déchaux, qui y restèrent jusqu'en 1806, quand les biens furent confisqués par l'Etat et l'ordre concentré à Sainte-Marie de Nazareth.

## Sources
- (it) Cet article est partiellement ou en totalité issu de l’article de Wikipédia en italien intitulé « San Giorgio in Alga » (voir la liste des auteurs).